# Stienette Bosklopper
Stienette Bosklopper (* 29. Dezember 1961 in Ter Apel) ist eine niederländische Filmproduzentin und Drehbuchautorin, die 2025 für einen Oscar nominiert ist.

## Biografie
Bosklopper studierte von 1981 bis 1985 an der Reichsuniversität Groningen und begann unmittelbar danach im niederländischen Studio Nieuwe Gronden als Assistentin des Filmproduzenten René Scholten zu arbeiten. 1990 schloss sie sich Circe Films an, einem Kollektiv junger Filmemacherinnen, das sich vor allem auf die Produktion von Fernsehserien für ein junges Publikum konzentriert hatte. Sechs Jahre später wurde sie Eigentümerin von Circe Films und begann, ausschließlich an Spielfilmen zu arbeiten. Produziert werden Filme für den nationalen und internationalen Markt. Zwischen 2001 und 2006 war Bosklopper Vorsitzende der niederländischen Vereinigung der Spielfilmproduzenten (NVS). Sie arbeitet zudem auch als Drehbuchautorin.
Mit dem Kurzfilm De schoorsteenveger von 1987 trat Bosklopper erstmals in Erscheinung. Sie arbeitete als erste Regieassistentin für Ron Termaat. Der Film handelt von einem Schornsteinfeger, der große  Anstrengungen unternimmt, um eine junge Frau davor zu bewahren, vom Dach zu springen. Die Frage ist jedoch, will sie wirklich springen? Oder will er es vielleicht? Gemeinsam mit Carolien Croon veröffentlichte Bosklopper 2008 ein Buch mit dem Titel The Film Producer: A Paractical Handbook Zwei Jahre später produzierte Bosklopper den 2010 erschienenen dramatischen Spielfilm Brownian Movement mit Sandra Hüller in der Hauptrolle der Ärztin Charlotte. Er handelt von der vorgenannten Ärztin, die ihr Familienglück aufs Spiel setzt, als sie sich mit Männern, die zu ihren Patienten gehören, heimlich zum Sex trifft. Der Film wurde beim Nederlands Film Festival in zwei Kategorien ausgezeichnet und war für vier weitere nominiert.
Für das Filmdrama Cobain von 2018 schrieb Bosklopper das Drehbuch. Der von Bas Keizer verkörperte Cobain ist 15 Jahre alt und versucht, seine schwangere Mutter Mia dazu zu bringen, ihren selbstzerstörerischen Lebensstil aufzugeben. Als er sie nicht dazu bringen kann, endet das schließlich in einer Tragödie. Der Film wurde beim Nederlands Film Festival mit zwei Auszeichnungen bedacht und für drei weitere nominiert, zudem wurde Stienette Bosklopper beim Festival del Cinema Curopeo für das beste Drehbuch mit dem Golden Olive Tree Competition ausgezeichnet und der Film beim Crossing Europe Filmfestival mit dem Crossing Europe Award in der Kategorie „Bester Film“ bedacht. Für den animierten Kurzfilm Wander to Wonder (2023) ist Bosklopper gemeinsam mit der Regisseurin des Films Nina Gantz für einen Oscar nominiert. Der Film gewann bisher 41 Preise, darunter den British Academy Film Awards, und wurde für 17 weitere nominiert. Bei dem Werk handelt es sich um einen düsteren Stop-Motion-Film, in dem drei Puppen-Stars nach dem Tod ihres Schöpfers ums Überleben kämpfen.

## Filmografie (Auswahl)
- 1987: De schoorsteenveger (Kurzfilm; erste Regieassistentin)
- 1995: Aletta Jacobs, het hoogste streven (Produzentin)
- 1996: Het is de Schraapzucht, gentlemen (Miniserie; Produzentin)
- 1997: Poldermol (Produzentin)
- 1998: De man met de hond (Produzentin)
- 2018: Cobain (Drehbuch)
- 2001: Îles flottantes (Produzentin)
- 2002: Nachtbijter (Kurzfilm; Ausführende Produzentin)
- 2003: De regels van het vliegen (Kurzfilm; Produzentin)
- 2005: Fremd im eigenen Leben (Guernsey; Produzentin)
- 2005: Dialoogoefening (Kurzfilm; Produzentin)
- 2005: Ruta del jaca (Produzentin)
- 2007: Wolfsbergen (Produzentin)
- 2008: Nowhere Man (Co-Produzentin)
- 2008: Calimucho (Produzentin)
- 2009: Cea mai fericitã fatã din lume (Co-Produzentin)
- 2009: Faces (Co-Produzentin)
- 2010: Het hemelse leven op aarde (Produzentin)
- 2010: Brownian Movement (Produzentin)
- 2011: Bizim Büyük Çaresizligimiz (Co-Produzentin)
- 2011: Die volle Dröhnung (Dagen van Gras; Produzentin)
- 2011: Nina Satana (Fernsehfilm; Produzentin)
- 2012: De Jueves a Domingo (Co-Produzentin)
- 2012: Hemel (Produzentin)
- 2012: Everybody in Our Family (Co-Produzentin)
- 2012: Stockholm (Kurzfilm; Produzentin)
- 2012: Cabo (Produzentin)
- 2013: Oben ist es still (Boven is het stil; Produzentin)
- 2013: The Making of ‚Boven is het Stil‘ (Fernsehfilm; Produzentin)
- 2013: 82 Dagen in April (Co-Produzentin)
- 2013: Roffa (Produzentin)
- 2013: Scooterdagen (Kurzfilm; Produzentin)
- 2013: A Long Story (Produzentin)
- 2016: Waldstille (Produzentin)
- 2016: Everything We Always Had Was Now (Kurzfilm; Produzentin)
- 2017: Rey (Co-Produzentin)
- 2017: Fühlen Sie sich manchmal ausgebrannt und leer? (Co-Produzentin)
- 2018: Time Share (Co-Produzentin)
- 2018: Cobain (Produzentin)
- 2018: Tarde Para Morir Joven (Co-Produzentin: Circe Films)
- 2019: Eine Geschichte von drei Schwestern (Kız Kardeşler; Co-Produzentin)
- 2019: Tiché doteky (Produzentin)
- 2022: Good Bad Girl (Fernsehfilm; Drehbuch, Produzentin)
- 2022: Burning Days (Co-Produzentin)
- 2023: Beraber (Produzentin)
- 2023: Wander to Wonder (Kurzfilm; Drehbuch, Produzentin)
- 2024: Baby (Produzentin)
- 2024: Three Days of Fish (Produzentin)
- 2024: Whitetail (Produzentin)

## Auszeichnungen (Auswahl)
Nederlands Film Festival
- 2002 Gewinner des Development Award für das Feature-Filmprojekt Calimucho – gemeinsam mit Eugenie Jansen
- 2005 Nominiert für den Golden Calf in der Kategorie „Bester langer Spielfilm“ für und mit Fremd im eigenen Leben
- 2007 Nominiert für den Golden Calf in der Kategorie „Bester langer Spielfilm“ für und mit Wolfsbergen
- 2011 Nominiert für den Golden Calf in der Kategorie „Bester langer Spielfilm“ für und mit Brownian Movemen
- 2013 Nominiert für den Golden Calf in der Kategorie „Bester langer Spielfilm“ für und mit Oben ist es still – gemeinsam mit Els Vandevorst
- 2018 Nominiert für den Golden Calf in der Kategorie „Bester langer Spielfilm“ für und mit Cobain – gemeinsam mit Lisette Kelder

Festival del Cinema Europeo 2018
- Gewinner Golden Olive Tree Competition in der Kategorie „Bestes Drehbuch“ für und mit Cobain

SXSW Film Festival 2024
- Gewinner SXSW Grand Jury Award in der Kategorie „Animierter Kurzfilm“ für und mit Wander to Wonder – gemeinsam mit Nina Gantz, Simon Cartwright und Daan Bakker

Academy Awards 2025
- Oscarnominierung für und mit Wander to Wonder – gemeinsam mit Nina Gantz

BAFTA Awards 2025
- Gewinner BAFTA Film Award in der Kategorie „Best British Kurzfilm-Animation“ für und mit Wander to Wonder – gemeinsam mit Nina Gantz, Simon Cartwright und Maarten Swart

British Independent Film Awards 2024
- Gewinner des British Independent Film Award in der Kategorie „Best British Kurzfilm“ für und mit Wander to Wonder – gemeinsam mit Nina Gantz, Simon Cartwright, Daan Bakker und Maarten Swart